# Stade Lausanne RC
Der Stade Lausanne Rugby Club (kurz Stade Lausanne RC) ist ein Schweizer Rugby-Union-Verein aus Lausanne im Kanton Waadt. Er ist in der höchsten Spielklasse, der Nationalliga A, vertreten. Bisher wurde er je sechsmal Schweizer Meister und Cupsieger.

## Geschichte
Die Gründung des Vereins erfolgte im Jahr 1969. In der ersten Meisterschaftssaison 1972/73 nahm er sogleich an der höchsten Spielkasse teil. Die Lausanner gehörten zu den besten Vereinen der 1970er und 1980er Jahre. Den ersten Meistertitel holten sie in der Saison 1974/75, wobei sie diesen Erfolg in der darauffolgenden Saison wiederholen konnten. Weitere Meistertitel kamen in den Jahren 1981, 1983, 1985 und 1986 hinzu. 1981 und 1986 gelang jeweils das Double mit dem Cupsieg. Ebenfalls den Schweizer Cup entschied der Verein in den Jahren 1982 und 1984 für sich.
Ende der 1980er Jahre verlor Stade Lausanne allmählich den Anschluss an die Spitze und musste 1994 erstmals in die Nationalliga B absteigen. Zwar gelang 1997 der Wiederaufstieg, doch bereits 2000 folgte erneut der Abstieg in die zweithöchste Spielklasse. Dort blieb der Verein die nächsten acht Jahre. Erst am Ende der Saison 2007/08 schaffte er den angestrebten Aufstieg in die Nationalliga A. Sowohl 2009 als auch 2010 gewannen die Lausanner den Schweizer Cup. 2011 qualifizierten sie sich für den Meisterschaftsfinal, unterlagen aber dem RC Avusy mit 12:15. Am Ende der Saison 2013/14 musste Stade Lausanne ein weiteres Mal absteigen, blieb jedoch nur ein Jahr lang zweitklassig.

## Stadion
Seine Heimspiele trägt der Stade Lausanne RC im Centre sportif de Chavannes aus. Diese Sportanlage befindet sich in der Lausanner Vorortsgemeinde Chavannes-près-Renens beim Campus Lausanne und wird mit dem Zweitligisten Albaladejo RC Lausanne geteilt.

## Erfolge
- Schweizer Meister: 1975, 1976, 1981, 1983, 1985, 1986
- Meister Nationalliga B: 2005, 2007, 2008. 2015
- Cupsieger: 1981, 1982, 1984, 1986, 2009, 2010